# العرق (المحفد)

تعديل مصدري - تعديل

العرق هي إحدى قرى عزلة المحفد بمديرية المحفد التابعة لمحافظة أبين، بلغ تعداد سكانها 298 نسمة حسب تعداد اليمن لعام 2004.